# Winnen (Allendorf/Lumda)
Winnen ist der nach Einwohnerzahl kleinste Ortsteil der Stadt Allendorf (Lumda) im mittelhessischen Landkreis Gießen. Der Ort liegt nördlich der Kernstadt und schließt unmittelbar an das im Süden gelegene Nordeck an. Durch den Ort verläuft die Landesstraße 3089.

## Geschichte

### Ortsgeschichte
Die älteste bekannte schriftliche Erwähnung von Winnen erfolgte unter dem Namen  Winden im Jahr 1238 in einer Urkunde des Klosters Arnsburg. In historischen Dokumenten ist der Ort unter folgenden Ortsnamen belegt (in Klammern das Jahr der Erwähnung): Winedun (1150/60), Windin (1265), Wenden (um 1400) und Winden (1577).
Die frühgotische Kirche in Winnen wurde um 1320 vollendet und später mehrmals umgebaut; 1906–1908 wurde das Langschiff auf fast die doppelte Breite erweitert.
Im Zuge der Gebietsreform in Hessen fusionierten zum 31. Dezember 1970 die die bis dahin selbständigen Gemeinden Winnen und Nordeck freiwillig zur neuen Gemeinde Braunstein, die am 1. Januar 1977 durch das Gesetz zur Neugliederung des Dillkreises, der Landkreise Gießen und Wetzlar und der Stadt Gießen in die Stadt Allendorf (Lumda) eingegliedert wurde. Für die Ortsteile Nordeck und Winnen wurde ein gemeinsamer Ortsbezirke gebildet.

### Verwaltungsgeschichte im Überblick
Die folgende Liste zeigt die Staaten und Verwaltungseinheiten, denen Winnen angehört(e):
- 1526: Heiliges Römisches Reich, Landgrafschaft Hessen, landgräfliches Lehen der Rau von Holzhausen
- ab 1648 Heiliges Römisches Reich, Landgrafschaft Hessen-Kassel, Amt Marburg
- ab 1786: Heiliges Römisches Reich, Landgrafschaft Hessen-Kassel, Amt Treis an der Lumbda
- ab 1806: Landgrafschaft Hessen-Kassel,[Anm. 2] Amt Treis an der Lumbda
- 1807–1813: Königreich Westphalen,[Anm. 3] Departement der Werra, Distrikt Marburg, Kanton Ebsdorf
- ab 1815: Kurfürstentum Hessen, Amt Treis an der Lumbda[8]
- ab 1821: Kurfürstentum Hessen, Provinz Oberhessen, Landkreis Marburg[9][Anm. 4]
- ab 1848: Kurfürstentum Hessen, Bezirk Marburg
- ab 1851: Kurfürstentum Hessen, Provinz Oberhessen, Kreis Marburg
- ab 1867: Königreich Preußen,[Anm. 5][Anm. 6] Provinz Hessen-Nassau, Regierungsbezirk Kassel, Kreis Marburg
- ab 1871: Deutsches Reich, Königreich Preußen, Provinz Hessen-Nassau, Regierungsbezirk Kassel, Kreis Marburg
- ab 1918: Deutsches Reich (Weimarer Republik), Freistaat Preußen, Provinz Hessen-Nassau, Regierungsbezirk Kassel, Kreis Marburg
- ab 1944: Deutsches Reich, Freistaat Preußen, Provinz Kurhessen, Landkreis Marburg
- ab 1945: Amerikanische Besatzungszone,[Anm. 7] Groß-Hessen, Regierungsbezirk Kassel, Landkreis Marburg
- ab 1946: Amerikanische Besatzungszone, Land Hessen, Regierungsbezirk Kassel, Landkreis Marburg
- ab 1949: Bundesrepublik Deutschland, Land Hessen, Regierungsbezirk Kassel, Landkreis Marburg
- ab 1971: Bundesrepublik Deutschland, Land Hessen, Regierungsbezirk Kassel, Landkreis Marburg, Gemeinde Braunstein[Anm. 8]
- ab 1974: Bundesrepublik Deutschland, Land Hessen, Regierungsbezirk Darmstadt, Landkreis Gießen, Gemeinde Braunstein
- ab 1977: Bundesrepublik Deutschland, Land Hessen, Regierungsbezirk Darmstadt, Lahn-Dill-Kreis, Stadt Allendorf[Anm. 9]
- ab 1979: Bundesrepublik Deutschland, Land Hessen, Regierungsbezirk Darmstadt, Landkreis Gießen, Stadt Allendorf (Lumda)
- ab 1981: Bundesrepublik Deutschland, Land Hessen, Regierungsbezirk Gießen, Landkreis Gießen, Stadt Allendorf (Lunda)

### Gerichte seit 1821
Mit Edikt vom 29. Juni 1821 wurden in Kurhessen Verwaltung und Justiz getrennt. Der Kreis Marburg war für die Verwaltung und das Justizamt Fronhausen war als Gericht in erster Instanz für Winnen zuständig. In Treis wurde ein Assistenzamt eingerichtet, das 1831 als eigenständiges Justizamt Treis ausgegliedert wurde und für Winnen zuständig war. Nach der Annexion Kurhessens durch Preußen 1866 wurde durch einen Gebietstausch Treis an das Großherzogtum Hessen abgetreten, Winnen wurde dem Justizamt Marburg zugeteilt, das am 1. September 1867 in Amtsgericht Marburg umbenannt wurde. Auch mit dem Inkrafttreten des Gerichtsverfassungsgesetzes von 1879 blieb das Amtsgericht unter seinem Namen bestehen.

## Bevölkerung

### Einwohnerstruktur 2011
Nach den Erhebungen des Zensus 2011 lebten am Stichtag dem 9. Mai 2011 in Winnen 360 Einwohner. Darunter waren 6 (1,7 %) Ausländer.
Nach dem Lebensalter waren 57 Einwohner unter 18 Jahren, 168 zwischen 18 und 49, 84 zwischen 50 und 64 und 51 Einwohner waren älter. Die Einwohner lebten in 150 Haushalten. Davon waren 36 Singlehaushalte, 45 Paare ohne Kinder und 54 Paare mit Kindern, sowie 15 Alleinerziehende und 3 Wohngemeinschaften. In 18 Haushalten lebten ausschließlich Senioren/-innen und in 111 Haushaltungen lebten keine Senioren/-innen.

### Einwohnerentwicklung
| Quelle: Historisches Ortslexikon |                                                               |
| • 1500:                          | ca. 9 Hausgesesse                                             |
| • 1577:                          | 13 Hausgesesse                                                |
| • 1681:                          | 07 Hausgesesse                                                |
| • 1747:                          | 20 Hausgesesse                                                |
| • 1838:                          | Familien: 7 nicht nutzungsberechtigte Ortsbürger, 2 Beisassen |

| Winnen: Einwohnerzahlen von 1749 bis 2020 | Winnen: Einwohnerzahlen von 1749 bis 2020 | Winnen: Einwohnerzahlen von 1749 bis 2020 | Winnen: Einwohnerzahlen von 1749 bis 2020 | Winnen: Einwohnerzahlen von 1749 bis 2020 |
| --- | ----------------------------------------- | ----------------------------------------- | ----------------------------------------- | ----------------------------------------- |
| Jahr |                                           |                                           |                                           | Einwohner                                 |
| 1749 | 1749                                      |                                           | 109                                       | 109                                       |
| 1834 | 1834                                      |                                           | 175                                       | 175                                       |
| 1840 | 1840                                      |                                           | 193                                       | 193                                       |
| 1846 | 1846                                      |                                           | 194                                       | 194                                       |
| 1852 | 1852                                      |                                           | 206                                       | 206                                       |
| 1858 | 1858                                      |                                           | 215                                       | 215                                       |
| 1864 | 1864                                      |                                           | 201                                       | 201                                       |
| 1871 | 1871                                      |                                           | 192                                       | 192                                       |
| 1875 | 1875                                      |                                           | 203                                       | 203                                       |
| 1885 | 1885                                      |                                           | 201                                       | 201                                       |
| 1895 | 1895                                      |                                           | 198                                       | 198                                       |
| 1905 | 1905                                      |                                           | 205                                       | 205                                       |
| 1910 | 1910                                      |                                           | 195                                       | 195                                       |
| 1925 | 1925                                      |                                           | 210                                       | 210                                       |
| 1939 | 1939                                      |                                           | 212                                       | 212                                       |
| 1946 | 1946                                      |                                           | 323                                       | 323                                       |
| 1950 | 1950                                      |                                           | 311                                       | 311                                       |
| 1956 | 1956                                      |                                           | 247                                       | 247                                       |
| 1961 | 1961                                      |                                           | 243                                       | 243                                       |
| 1967 | 1967                                      |                                           | 238                                       | 238                                       |
| 1980 | 1980                                      |                                           | ?                                         | ?                                         |
| 1990 | 1990                                      |                                           | ?                                         | ?                                         |
| 2000 | 2000                                      |                                           | ?                                         | ?                                         |
| 2011 | 2011                                      |                                           | 360                                       | 360                                       |
| 2016 | 2016                                      |                                           | 355                                       | 355                                       |
| 2020 | 2020                                      |                                           | 345                                       | 345                                       |
| Datenquelle: Historisches Gemeindeverzeichnis für Hessen: Die Bevölkerung der Gemeinden 1834 bis 1967. Wiesbaden: Hessisches Statistisches Landesamt, 1968. Weitere Quellen: LAGIS; Stadt Allendorf (Lumda) |                                           |                                           |                                           |                                           |

### Historische Religionszugehörigkeit
| Quelle: Historisches Ortslexikon |                                                                   |
| • 1830:                          | 545 evangelische Einwohner                                        |
| • 1861:                          | 192 evangelisch-lutherische Einwohner                             |
| • 1885:                          | 201 evangelische (= 100 %) Einwohner                              |
| • 1961:                          | 227 evangelische (= 93,42 %), 10 katholische (= 4,12 %) Einwohner |

### Historische Erwerbstätigkeit
| Quelle: Historisches Ortslexikon | |
| • 1838:                          | Familien: 28 Ackerbau, 14 Gewerbe, 2 Tagelöhner.                                                                                  |
| • 1961:                          | Erwerbspersonen: 71 Land- und Forstwirtschaft, 31 Produzierendes Gewerbe, 7 Handel und Verkehr, 8 Dienstleistungen und Sonstiges. |

## Politik
Für die Stadtteile Nordeck und Winnen besteht ein gemeinsamer Ortsbezirk (Gebiete der ehemaligen Gemeinde Braunstein) mit Ortsbeirat und Ortsvorsteher nach der Hessischen Gemeindeordnung.
Der Ortsbeirat besteht aus fünf Mitgliedern. Bei den Kommunalwahlen in Hessen 2021 betrug die Wahlbeteiligung zum Ortsbeirat 65,26 %. Alle Kandidaten gehörten der Liste „Wir kümmern uns“ an. Der Ortsbeirat wählte Apalla-Raphael Omokoko zum Ortsvorsteher.

## Sehenswürdigkeiten
- Siehe auch: Liste der Kulturdenkmäler in Allendorf-Winnen